# حمیدرضا مبرز
حمیدرضا مبرز (به انگلیسی: Hamid Reza Mobarrez) (زادهٔ ۱۸ فوریهٔ ۱۹۸۱) شناگر اهل ایران است.

## زندگی شخصی
همسر او در ۱۵ ژانویه ۲۰۱۸ بر اثر تصادف درگذشت.